# Campylocentrum pernambucense
Campylocentrum pernambucense är en orkidéart som beskrevs av Frederico Carlos Hoehne. Campylocentrum pernambucense ingår i släktet Campylocentrum och familjen orkidéer. Inga underarter finns listade i Catalogue of Life.